# Destiny巡回演唱会
Destiny巡回演唱会是杰克逊五人组的一次巡回演唱会，召开这次巡演是为了推动1月22日发行的新专辑Desteny的销量。1979年1月22日在德国不莱梅召开此次巡演，演出的国家包括英国、荷兰、肯尼亚和法国。整个1979年春天，杰克逊五人组都在英国开演唱会。1979年4月14日，杰克逊五人组来到美国俄亥俄州克利夫兰召开美国站的演出，在美国80多个城市演出后，最终结束在华盛顿特区。杰克逊在此次巡演上演唱了个人专辑Off the Wall。

## 表演
- 杰基·杰克逊 ：主唱
- 铁托·杰克逊 ：吉他，主唱
- 马龙·杰克逊 ：主唱
- 迈克尔·杰克逊 ：主唱
- 兰迪·杰克逊 ：主唱，康加鼓，打击乐器，钢琴，键盘